# Евтидем
„Евтидем“ е диалог на древногръцкия философ Платон. По косвени данни се предполага, че произведението е писано през 386 или 385 г. пр.н.е., скоро след основаването на Атинската академия.

## Участници
Същинската беседа в диалога е между Сократ и софистите Евтидем, на когото е кръстено произведението, и Дионисодор. Тя се провежда в Ликейона, един от гимназионите на Атина, приблизително през 405 г. пр.н.е. В диалога този разговор е преразказан от Сократ на Критон.
Критон е връстник на Сократ. Той е действащо лице и в други две произведения на Платон – „Федон“ и едноименния диалог „Критон“. За него споменават още Ксенофонт и Диоген Лаерций. Бил е заможен и почтен атинянин, приятел на Сократ.
Евтидем е известен софист. Споменат е още в диалога „Кратил“, както и в произведенията на Аристотел „За софистическите доказателства“ и „Реторика“. За Дионисодор, другият софист в диалога, се знае само, че преподавал военна стратегия в Атина.
Другите двама участници са младежи от обкръжението на Сократ – Клиний и Ктезип. Вторият е действащо лице и в диалога „Лизис“.

## Сюжет
Софистите Евтидем и Дионисодор претендират, че могат най-бързо и съвършено да подтикнат човек да се занимава с философия и добродетел. Сократ ги моли да се заемат с младежа Клиний и да го убедят „да заобича знанието и да положи грижи за добродетелта“. Софистите започват с демонстрация на изкуството да се оборва каквато и да е позиция в спора, благодарение на експлоатиране на различни значения на думите.
Сократ се включва в беседата като повежда разговор с младежа Клиний по въпроси за щастието. Чрез нея той демонстрира своя метод за търсене на истината, и в резултат Клиний е съгласен, че най-голямото благо (щастие) е знанието, а най-голямото зло – невежеството.
Публиката и участниците в беседата очакват софистите Евтидем и Дионисодор да започнат същинската част от учението, но те отново се впускат в демонстриране на уменията си за водене на спор. Присъстващите започват да изразяват разочарованието си.
За да не се стигне до размяна на обиди, Сократ подновява беседата си за знанието което би направило човек щастлив и се опитва да покаже, че най-висшето и ценно знание е философията.
Софистите се връщат към спорове, в които отново да демонстрират метода си. Сократ се опитва да ги опровергае, но е въвлечен в нови софизми. Ктезип, негов ученик, успява да ги опровергае, но те продължават да спорят по същия начин.
След беседата Сократ разговаря със своя приятел Критон, който също като него предпочита да се остави да бъде победен в софистки спор по несъществени въпроси, отколкото да губи време да побеждава. Стигат до извода, че макар философията да е много повече от изкуството да се води спор, тя не би могла да бъде дискредитирана от тези, които в невежеството си я свеждат до софисткото изкуство да се спори по несъществени въпроси в името на победата, вместо да се търси истината.

## Философско съдържание
Общата философска тема на диалога е образованието. Противопоставени са два метода на познание — диалектически, в лицето на Сократ, и еристически, в лицето на Евтидем и Дионисодор. Разговаряйки за същността и ценността на знанието, двамата софисти демонстрират умения да се води спор чрез използване на формалната многозначност на думите. Същевременно Сократ прокарва връзки между понятията за добродетел, щастие и знание и иронизира еристиката.
Поради доминиращото през античността убеждение (видимо и в други знакови Платонови диалози като Федър или Кратил), че многозначността по никакъв начин не влияе на същността на нещата, а следователно и на постижимостта на тяхната истина, софизмът за дълго остава в Европейската философия като синоним на самоцелен спор и злоупотреба с аргументацията. Съществена реабилитация на проблема за взаимовръзката между езиковата многозначност и понятието за истина се наблюдава едва в следвоенната континентална философия, особено философията на езика и литературната теория. За емблематични се считат постструктуралистките текстове и особено тези на Жак Дерида. Тогава, като критика именно на господстващата от Платон насетне деонтологизация на езика и неговата извънпоставеност спрямо същността и истината на нещата, се проучват ресурсите на противоположната теза – че истината и светът нямат собствена същност, която да е абсолютно безотносителна спрямо начина, по който ги мислим.
Така традиционно разглежданите като вътрешни за областта на езика принципи на словесността, излизат от периферията на философията и стават първостепенен теоретичен проблем. Той се фокусира най-вече върху поставянето, различаването и удържането на стабилна граница между иначе смятаните за обособени една от друга области на език, мислене и съществуване.